# Ancaliti
Gli Ancaliti furono una tribù celtica che viveva nella valle del Tamigi attorno al I secolo a.C. Sono ricordati solo dagli scritti di Gaio Giulio Cesare.
Dove fossero esattamente stanziati non è chiaro: non esistono prove archeologiche che attestino la loro ubicazione.